# Olha Bassarab

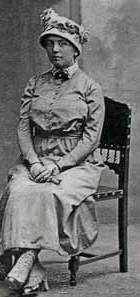
Olha Bassarab

Olha Mychajliwna Bassarab (ukrainisch Ольга Михайлівна Басараб, geborene Левицька Lewyzka; * 1. September 1889 in Pidhoroddja, Galizien, Österreich-Ungarn; † 12. Februar 1924 in Lwów, Polen) war eine ukrainische Aktivistin.

## Leben
Olha Bassarab kam in Pidhoroddja im heute ukrainischen Rajon Rohatyn in der Oblast Iwano-Frankiwsk als Tochter einer Priesterfamilie zur Welt.
Im schlesischen Weißwasser besuchte sie eine private Mädchenschule und ab 1902 das Lyzeum am ukrainischen Mädcheninstitut in Przemyśl, das sie 1909 absolvierte. Daraufhin machte sie einen einjährigen Kurs an der Handelsakademie in Wien. Sie heiratete am 10. Oktober 1914 den Studenten des Polytechnischen Instituts und Leiter der Studentenvereinigung Osnova Dmitry Basaraba, der jedoch bereits am 22. Juni 1915 in Italien fiel.
Sie trat als erste Frau den Sitscher Schützen in Lwiw bei und leistete während des Ersten Weltkriegs gemeinnützige und pädagogische Arbeit. Nach dem Krieg half sie beim Roten Kreuz Verwundeten und Internierten sowie der Zivilbevölkerung in Wien. Zudem war sie Sekretärin an der Botschaft der Ukrainischen Volksrepublik in Finnland und Beraterin an der Wiener Botschaft der Westukrainischen Volksrepublik und Vorstandsmitglied der ukrainischen Frauenunion (Союз українок) in Wien. Während ihres Auslandaufenthaltes arbeitete sie dem Auslandsgeheimdienst der Ukrainischen Volksrepublik zu und besuchte, um militärstrategische und politische Informationen zu sammeln, unter anderem Dänemark, Norwegen und Deutschland. Nach Schließung der ukrainischen diplomatischen Vertretungen war sie 1924 einer der Organisatoren und Vorstandsmitglied des Zweigs der ukrainischen Frauenunion in Lwiw. Am 2. Februar 1924 wurde sie von der polnischen Polizei wegen ihrer Zugehörigkeit zu einer ukrainischen Militärorganisation verhaftete und während eines Verhörs in der Nacht vom 12. auf den 13. Februar 1924 im Gefängnis zu Tode gefoltert. Sie wurde auf dem Janiwskyj-Friedhof (Янівський цвинтар) in Lwiw unter Beteiligung mehrerer tausend Einwohner von Lwiw und einiger hundert Polizisten bestattet. In den nachfolgenden Jahren wurde ihr Grab zum Ziel von Pilgerfahrten.
Ihr Märtyrertod hatte einen großen Einfluss auf die Zwischenkriegsgeneration der ukrainischen Galizier.